# Ottervattnet (Bjurholms socken, Ångermanland, 709762-163912)
Ottervattnet är en sjö i Bjurholms kommun i Ångermanland och ingår i Lögdeälvens huvudavrinningsområde. Sjön har en area på 0,567 kvadratkilometer och ligger 296,2 meter över havet. Ottervattnet ligger i Lögdeälven Natura 2000-område.

## Delavrinningsområde
Ottervattnet ingår i det delavrinningsområde (709871-163836) som SMHI kallar för Utloppet av Ottervattnet. Medelhöjden är 316 meter över havet och ytan är 2,79 kvadratkilometer. Det finns ett avrinningsområde uppströms, och räknas det in blir den ackumulerade arean 5,51 kvadratkilometer. Vattendraget som avvattnar avrinningsområdet har biflödesordning 3, vilket innebär att vattnet flödar genom totalt 3 vattendrag innan det når havet efter 103 kilometer. Avrinningsområdet består mestadels av skog (78 procent). Avrinningsområdet har 0,57 kvadratkilometer vattenytor vilket ger det en sjöprocent på 20,4 procent.